# Gare de Champagnole
Gare de Champagnole – stacja kolejowa w Champagnole, w departamencie Jura, w regionie Burgundia-Franche-Comté, we Francji.
Jest stacją Société nationale des chemins de fer français (SNCF) obsługiwaną przez pociągi TER Franche-Comté.